# Lange Nacht der Forschung
Die Lange Nacht der Forschung (LNF) ist eine österreichische Veranstaltung, die nach dem Prinzip der „Langen Nächte“ funktioniert und als Form der Öffentlichkeitsarbeit gilt. Im Rahmen des Events wird Forschung der breiten Öffentlichkeit präsentiert, der Fokus liegt auf einer erfolgreichen Wissenschaftskommunikation und der Vermittlung von Forschung, Technologie und Innovation.

## Geschichte
Die erste „Lange Nacht der Forschung“ in Österreich fand am 1. Oktober 2005 als Pilotprojekt in Wien, Linz und Innsbruck statt und hatte mehr als 50.000 Besucher. Entwickelt und organisiert wurde das Ereignis von der Agentur Science Communications. Nach einer zweijährigen Pause fand sie wieder im Jahr 2008 und seitdem regelmäßig Anfang November statt. Die teilnehmenden Städte variierten. Waren es 2008 Wien, Wiener Neustadt, Graz, Klagenfurt, Innsbruck und Salzburg, so kamen 2009 statt Wiener Neustadt und Klagenfurt Dornbirn, Krems an der Donau, Tulln und Linz hinzu. 2010 fehlten wiederum Wien, Salzburg und Graz, während neben Dornbirn, Klagenfurt, Linz, Krems, Tulln, Wiener Neustadt auch erstmals Eisenstadt, Pinkafeld und Güssing Aussteller stellten. Seit 2010 findet die Lange Nacht der Forschung biennal in allen Bundesländern statt, seit 2012 jeweils im April.
Die Lange Nacht der Forschung am 27. April 2012 wurde von regionalen Organisationsteams in ganz Österreich vorbereitet. Sie zählte 1.382 Stationen an 184 Standorten in 24 Regionen in 8 Bundesländern und rund 100.000 Besucher. 2014 konnte die LNF den Erfolg noch steigern: Mit über 1800 Stationen – erstmals in allen neun Bundesländern – und 136.000 Besuchern fand die LNF am 4. April 2014 statt. Am 22. April 2016 motivierte die „Lange Nacht der Forschung“ in ganz Österreich über 180.000 Besucher. Ihnen wurde in 35 Regionen mit 253 Ausstellorten an 2181 Stationen ein umfangreiches Programm geboten. Die achte Lange Nacht der Forschung am 13. April 2018 lockte 230.000 Besucher an 265 Standorte in allen neun Bundesländern an und bot Gelegenheit, mit Forschern in Dialog zu treten und Wissenswertes über aktuelle Projekte und Forschungsergebnisse zu erfahren.
2020 feierte die Lange Nacht der Forschung ihr 15-jähriges Jubiläum, konnte jedoch aufgrund der COVID-19-Einschränkungen erstmals nur digital durchgeführt werden. Insgesamt 617 virtuelle Beiträge aus allen Bundesländern wurden auf der Plattform www.langenachtderforschung.at angeboten. Am 9. Oktober 2020 gab es 50 Live-Streams, die den interaktiven Charakter der digitalen LNF unterstrichen. Das gesamte Online-Programm stand bis 30. Dezember 2020 zur Verfügung. Videos informierten über aktuelle Forschungsprojekte, ebenso wie Interviews mit heimischen Forschern. Virtuelle Führungen durch Labore und Forschungseinrichtungen ermöglichten den Blick hinter die Kulissen. Erklärvideos, Lehrvideos und Live-Demonstrationen zeigten auf verständliche Art und Weise, wie Forschung funktioniert und waren sowohl für Erwachsene als auch für junge Schüler geeignet. Daneben gab es interaktive Formen wie Quiz, Spiele oder Apps sowie Vorträge. Am 20. Mai 2022 gab es die Möglichkeit, Forschung an mehr als 2500 Stationen an 280 Standorten zu erleben. Zahlreiche Forschungseinrichtungen, Universitäten und Ministerien als auch die Österreichische Akademie der Wissenschaften waren vertreten.
Bei der Langen Nacht der Forschung 2024 reichte das Spektrum von Mitmachstationen aller Art über Vorträge, Workshops und Quiz bis zu Ausstellungen und Scienceshows. Insgesamt beteiligten sich 452 Organisationen an der LNF2024. Geboten wurden 2879 Stationen an 326 Standorten in ganz Österreich, das Programm wurde auf der neu illustrierten Website zur Verfügung gestellt.
| Jahr           | Besucherzahl |
| -------------- | ------------ |
| 2005           | 50.000       |
| 2008           | 240.000      |
| 2009           | 366.000      |
| 2010           | k. A.        |
| 2012           | 100.000      |
| 2014           | 136.500      |
| 2016           | 180.000      |
| 2018           | 230.000      |
| 2020 (digital) | k. A.        |
| 2022           | 135.000      |
| 2024           | 170.000      |

## Aussteller und Projekte
Universitäten, Pädagogische Hochschulen, Fachhochschulen, Ministerien, öffentliche Einrichtungen, forschende Institutionen und Unternehmen in ganz Österreich beteiligen sich an der Langen Nacht der Forschung. Von der Grundlagenforschung über die angewandte Forschung bis hin zur Industrieforschung reichen die Projekte aus den unterschiedlichsten Bereichen, wie etwa Bildungswissenschaften, Digitalisierung, Energie, Umweltschutz, Humanmedizin, Gesundheitswissenschaften, Geisteswissenschaften, Sozialwissenschaften, Kulturwissenschaften, Land- und Forstwirtschaft sowie Veterinärmedizin, Naturwissenschaften, Technische Wissenschaften, Wirtschaftswissenschaften u. v. m.

## Veranstalter und Auftraggeber
Die Agenturen GPK/brainiacs traten 2008 und 2009 als Konzessionäre und Veranstalter im Auftrag der Ministerien BMVIT (Bundesministerium für Verkehr, Innovation und Technologie), BMWF (Bundesministerium für Wissenschaft und Forschung) und BMWFJ (Bundesministerium für Wirtschaft, Familie und Jugend) auf.
Im September 2008 fand eine „Lange Nacht der Forschung“ als Teil der „European Researchers Night 2008“ in Linz, OÖ statt. Diese Veranstaltung wurde aber nicht von den oben genannten Bundesministerien, sondern aus Mitteln des Landes Oberösterreich und der Europäischen Kommission finanziert.
2010 wurde erstmals die Lange Nacht der Forschung von fünf teilnehmenden Bundesländern mit regionalen Teams eigenständig organisiert. Dieses Modell wurde beibehalten und stellte auch für 2012 die Organisationsform dar. Der Rat für Forschung und Technologieentwicklung war Initiator und Mastermind der LNF. Der Rat koordinierte und unterstützte die teilnehmenden Bundesländer.
2014 wurden die bundesweiten Maßnahmen vom Bundesministerium für Wissenschaft und Forschung (BMWF), Bundesministerium für Wirtschaft, Familie und Jugend (BMWFJ) und Bundesministerium für Verkehr, Innovation und Technologie (BMVIT) finanziert. Die FFG führte die rechtliche und finanzielle Abwicklung durch. Der Rat für Forschung und Technologieentwicklung (RFTE) bringt sich aktiv in die Koordination der Inhalte und der Kommunikation gemeinsam mit AKZENT-PR zwischen den Ressorts und den Bundesländern ein. Die Abstimmung der bundesweiten Maßnahmen in der Umsetzung mit den Ressorts findet in einem Beirat statt. Für die operative Abwicklung in den Regionen sind Vertreter der Bundesländer zuständig. Die Präsentation der Leistungen erfolgt durch die Wissenschaftler und durch die Forscher.
Auch für die Lange Nacht der Forschung (LNF16) am 22. April 2016, die LNF18 am 13. April 2018 sowie die für den 8. Mai 2020 geplante und am 9. Oktober 2020 als erste digitale LNF20 durchgeführte Lange Nacht der Forschung wurde diese Struktur weitestgehend beibehalten: die bundesweiten Maßnahmen der LNF wurden vom Bundesministerium für Wissenschaft, Forschung und Wirtschaft (BMWFW – später BMBWF und BMDW) und dem Bundesministerium für Verkehr, Innovation und Technologie (BMVIT – später BMK) finanziert und vom Bundesministerium für Bildung (BMB) unterstützt, das aktiv die Schulen einband. Der Rat für Forschung war bis zur LNF18 gemeinsam mit Akzent-PR in die Koordination zwischen Bund, Ländern und allen involvierten Organisationsteams eingebunden und übernahm bei der LNF20 die Betreuung der Sozialen Medien. Von 2013 bis 2021 war AKZENT-PR mit dem Projektmanagement der LNF betraut, im Jänner 2022 übernahm tatwort Nachhaltige Projekte GmbH die Koordination und Redaktion.
Die LNF2024 wurden die bundesweiten Maßnahmen von dem Bundesministerium für Bildung, Wissenschaft und Forschung (BMBWF), dem Bundesministerium für Klimaschutz, Umwelt, Energie, Mobilität, Innovation und Technologie (BMK) und dem Bundesministerium für Arbeit und Wirtschaft (BMAW) finanziert und unterstützt.

## „Lange Nacht der Forschung“ als Format der Öffentlichkeitsarbeit

### Strategische Ziele der „Langen Nacht der Forschung“
Laut Homepage der Langen Nacht der Forschung verfolgt die LNF folgende Ziele:
- Heimische Top-Forschung nachhaltig bekannt zu machen
- Akzeptanz für weitere F&E-Investitionen zu steigern
- Universitäten, Fachhochschulen und Unternehmen bei ihren F&E-Anliegen zu unterstützen
- Österreichs Bevölkerung zu aktuellen Forschungsthemen zu informieren
- Das Interesse bei Kindern und Jugendlichen sowie generell in der Bevölkerung für Forschung zu wecken

### PR-Instrumente der „Langen Nacht der Forschung“
Homepage, Presseaussendungen, Pressekonferenzen, Programmheft, Berichte in Zeitungen, Rundfunk und Social Media sowie Medienpartnerschaften informieren über die Lange Nacht der Forschung. Die „Lange Nacht der Forschung“ als Event informiert die Öffentlichkeit wiederum über die Innovationen in der Forschung, über die österreichische Forschungslandschaft und über Jobmöglichkeiten in der Forschung. Damit ist das Event „Lange Nacht der Forschung“ (mit seinen Präsentationen, Diskussionen und dem anwesenden Publikum) selbst ein PR-Instrument für mehr Wissen über und Akzeptanz für F&E.